# Chifley Tower
Chifley Tower – wieżowiec w Sydney, w stanie Nowa Południowa Walia, w Australii, o wysokości 244 m. Budynek został otwarty w 1992, posiada 53 kondygnacje.